# Brian George Hewitt
Brian George Hewitt (* 11. listopadu 1949, Doncaster) je anglický akademik, lingvista, kavkazolog a emeritní profesor kavkazských jazyků na SOAS, University of London. Od roku 1993 působí jako honorární konzul Republiky Abcházie ve Velké Británii.

## Život
Brian Hewitt se narodil v anglickém Doncasteru do rodiny Thomase Douglase Hewitta a Joan, rozené Cousinsové. Základní a střední vzdělání získal ve svém rodném městě, kde nastupoval na někdejší chlapecké Doncasterské gymnázium (v současnosti se jmenuje Hall Cross Academy), které vykonává svou činnost minimálně od roku 1350. Zde svá studia zaměřil na latinu, řečtinu, dějiny starověku a na všeobecné vzdělání, a absolvoval je v roce 1968.

### Studium na Cambridgi a studijní cesty
Poté nastoupil na Univerzitu v Cambridgi v koleji sv. Jana, kde pokračoval ve svém vzdělávání v klasických studií (zabývajících se starověkým Řeckem a Římem; anglicky Classics). Během svého studia na Cambridgi získal spolu s Otevřeným stipendiem Henryho Arthura Thomase pro klasická studia (Open Henry Arthur Thomas Scholarship in Classics) i kolejní Cestovní grant Henryho Arthura Thomase (Henry Arthur Thomas Travel Grant). Dále mu bylo přiznáno univerzitní Stipendium Johna Stewarta z Rannochu (John Stewart of Rannoch Scholarship) ve druhém ročníku, na jehož konci vyhrál kolejní Gravesovu cenu (Graves Prize). Bakalářské studium úspěšně zakončil roku 1972 ziskem bakalářského titulu, přičemž si v posledním ročníku Classical Tripos vybral jako volitelný předmět ještě filologii. Ve studiu pokračoval v ročníku 1972 až 1973,v kterém získal Warrovo stipendium klasických studií (Warr Classical Studentship), a získal diplom z lingvistiky. Diplom získal na základě obhajoby své dizertační práce na téma „Some Semantic Aspects of Complementation in Latin” (česky: Vybrané sémantické aspekty komplementace v latině). V roce 1976 promoval s titulem Master of Arts (MA). Později v roce 1982 získal doktorský titul Ph.D. na základě dizertační práce, v níž porovnával větné vazby gruzínštině a v abcházštině).
V roce 1973, kdy si pohrával s myšlenkou, že by vstoupil do řad liverpoolské policie, se rozhodl získat doktorát a chtěl porovnat rozdíly mezi starořečtinou a jiným indoevropským jazykem. Na radu cambridgeského emeritního profesora sánskrtu a významného indoevropeisty, sira Harolda Baileyho, si vybíral mezi litevštinou a arménštinou. Původně přišla Hewittovi přitažlivější litevština. Avšak pro obě volby by potřeboval poradce na dálku, neboť Cambidgská univerzita neměla specialistu na ani jeden z těchto dvou jazyků, a tak kontaktoval oxfordského profesora srovnávací slovanské filologie Roberta Autyho kvůli litevštině a oxfordského profesora arménštiny Charlese Dowsetta. Profesor Auty však byl nedostupný a mezitím než přišla jeho odpověď se souhlasem, Hewitt si již vybral práci na staroarménštině pod dohledem doktora (a pozdějšího profesora) Alana Sommersteina. Ale Dr. Sommerstein se roku 1974 odstěhoval do Nottinghamu, a tak dohled nad jeho doktorandskou prací převzal Dr. Bernard Comrie.
Ačkoliv po následující dva roky pracoval na shromažďování relevantních informací pro řečtinu a arménštinu, začal se zapáleně zajímat i o gruzínštinu a další Kavkazské jazyky. Přesvědčil British Council, aby ho vyslala na akademický rok 1975–1976 na výměnný pobyt na Tbiliskou státní univerzitu v sovětské Gruzii, kde gruzínštinu studoval. Tato cesta do Tbilisi změnila jeho život, neboť se tam brzy seznámil s abchazskou postgraduální studentkou Zairou Kjazimovnou Chibovou, s níž se 25. června 1976 v Tbilisi oženil, a s níž má dvě dcery: Amra Shukia Hewittová a Gunda Amza-Natia Hewittová; každá z nich má již po dvou dětech.
V letech 1976 až 1978 se odhlásil z doktorandského programu a pracoval jako asistent výzkumu neslovanských jazyků užívaných v Sovětském svazu pod vedením Bernarda Comrie, který byl financován britskou státní institucí Social Science Research Council. Hewitt přispíval svými materiály o kavkazských jazycích, a tak započal svou kariéru jako kavkazolog.
V roce 1978 získal Stipendium Marjoryho Wardropa (Marjory Wardrop Scholarship), jenž byl spravován správním výborem fondu Marjory Wardropa v Oxfordu, pro studium odlišností gruzínštiny, starogruzínštiny a abcházštiny. Pro ten účel se znovu přihlásil na doktorandský program Cambridgeské univerzity na Fakultě moderních a středověkých jazyků a lingvistiky, kde nakonec obhajoval svou práci (s pozměněným tématem) s novým názvem „Comparative-contrastive study of the syntax of subordinate clauses in Georgian and Abkhaz” (Srovnávací a kontrastivní studie syntaxe vedlejších vět v gruzínštině a abcházštině). Na školní rok 1979–1980 podnikl další studijní cestu do sovětské Gruzie na výměnný pobyt prostřednictvím British Council, kde sbíral další materiály pro své výše uvedenou doktorandskou práci a materiály pro pozdější použití.

### Akademická práce
Po druhém návratu z Gruzie získal místo lektora lingvistiky na Univerzitě Hull, kde působil od roku 1981 do roku 1988. V roce 1982, kdy získal doktorát, obhájil svou doktorskou práci před zkušební komisí vedenou interním zkoušejícím, prof. W. Sidney Allenem, a externím zkoušejícím, prof. Davidem Marshallem Langem, a začal sepisovat své odborné publikace o kavkazských jazycích, ačkoliv tuto činnost zahájil již v roce 1979, když vyšla kniha Lingua Descriptive Studies 2: Abkhaz, na které spolupracoval se svou ženou. .
Když byla na Univerzitě Hull v roce 1988 zrušena katedra lingvistiky, přestoupil do Londýna, kde působil nejprve jako lektor kavkazských jazyků a lingvistiky na londýnské univerzitě orientálních a afrických nauk (SOAS). V roce 1992 se na SOAS stal readerem (docentem) kavkazských jazyků a v roce 1996 nakonec získal titul profesora.
Během své akademické kariéry byl od roku 1983 členem správního výboru fondu Marjory Wardrop v Oxfordu. V roce 1985 se stal členem redakční rady francouzské odborné publikace Revue des Etudes Géorgiennes et Caucasiennes, pravidelně vycházející až do roku 1993. Byl členem redakční rady Deníku výzkumu střední Asie (Central Asia Survey – CAS) v letech 1993 až 2015 a od roku 2015 byl podobně členem rady v Deníku kavkazských studií (JOCAS).
V letech 1985 až 1990 byl členem Rady filologického spolku a od 1986 do 1990 byl prvním prezidentem spolku Societas Caucasologica Europaea. V roce 1997 byl zvolen členem British Academy. Od roku 1995 je čestným členem Mezinárodní čerkeské akademie věd, čestným členem Abchazské akademie věd. V roce 2004 mu bylo v Abcházii předáno vyznamenání Cti a Slávy (2. stupně) a později převzal z rukou ministra zahraničí Republiky Abcházie vyznamenání za zásluhy a od abchazského ministra obrany vyznamenání za statečnost.
V roce 2015 odešel do důchodu a ukončil své působení na SOAS.

### Hewittova role v gruzínsko-abchazském konfliktu
Do roku 1989 nadále navštěvoval sovětskou Gruzii, aby shromáždil další materiály pro svůj výzkum, a všiml si se vzrůstajícími obavami rostoucího napětí mezi Abchazy a Gruzíny, většinou na základě toho, co se dočítal v časopisech, mezi nimiž byl i týdeník Literární Gruzie (gruzínsky ლიტერატურული საქართველო, rusky Литературная Грузия), vydávaný Gruzínským svazem spisovatelů. Právě v roce 1989 se náhle změnil vztah Gruzínů k jeho osobě, když přes varování své ženy poslal do redakce Literární Gruzie k publikaci svůj „Otevřený dopis gruzínskému národu“, který sepsal v gruzínském jazyce v květnu toho roku.
Ačkoliv jeho dopis nejprve v Tbilisi odmítli vydat, jeho znění se rychle rozšířilo v Abcházii, když se do Suchumi poštou dostal jeho překlad do ruštiny. Až teprve po prvních mrtvých při nepokojích v Suchumi, kdy po sobě ve dnech 15. a 16. července Gruzínci a Abchazové navzájem stříleli, a po následné schůzce Hewitta s Givim Gumbaridzem, prvním tajemníkem Komunistické strany Gruzie, dne 17. července v Očamčyře byl jeho dopis v gruzínském časopise Literární Gruzie dne 21. července zveřejněn. Přestože byl dopis sepsán tak, aby gruzínským čtenářům vysvětlil důvody Abchazů ke stížnostem na nadvládu z Tbilisi, aby varoval před nebezpečím, o kterém měl předtuchu, že bude následovat, pokud se gruzínská veřejnost nechá strhnout k podpoře šovinismu a protimenšinové politiky osob, jakými byli zesnulý disident Merab Kostava a budoucí první prezident Gruzie Zviad Gamsachurdia. Gruzíni však jeho varování brali jako „vražení kudly do zad“. Ve výsledku se Hewitt stal terčem házení špíny a nadávek ve všech gruzínských médiích.
Dopis nebyl uveřejněn samostatně, aby si o jeho obsahu mohl čtenář udělat vlastní úsudek, ale byly k němu přiloženy první tři z mnoha nepřátelsky laděných komentářů od představitelů gruzínské inteligence, jež byly sepsány tak, aby vyburcovaly čtenáře k negativním reakcím. Následující měsíc se ho osoba, jež mu v roce 1976 šla na svatbě v Gruzii za svědka, pokoušela veřejně očernit v gruzínské televizi poté, kdy Hewitt předešlého večera poskytl Abchazské televizi rozhovor v gruzínštině, v němž reagoval na verbální útoky proti jeho osobě, jež k němu směřovaly následkem uveřejnění otevřeného dopisu. Tím byly veškeré vztahy, které si za celých uplynulých 14 let v Gruzii vybudoval, zničeny.
Následkem událostí války v Abcházii v letech 1992 až 1993 se stal podporovatelem nezávislé Abcházie a přijal od vůdce Abchazů Vladislava Ardzinby nabídku působit ve Spojeném království jako její honorární konzul,, čímž si ale v Gruzii prakticky vysloužil nálepku persona non grata. Přesto v polovině prvního desetiletí 21. století zvažoval svůj návrat do Tbilisi, kde se hovořilo o jeho účasti na výzkumném projektu, financovaném nadací Volkswagenstiftung. Avšak den předtím, než si mohl zarezervovat letenku, byl upozorněn na otázku, která zazněla toho týdne na setkání poslanců gruzínského parlamentu s čerstvě jmenovaným gruzínským velvyslancem ve Velké Británii, jež zněla: „Až dorazíte do Londýna, co uděláte s protigruzínskými aktivitami George Hewitta?” Hewitt se okamžitě rozhodl, že Gruzii již nikdy nenavštíví, zvláště ne poté, kdy Gruzie celá léta volala po jeho konci v akademických strukturách. Britská kancelář The Foreign and Commonwealth Office byla žádána, aby se zasadila o to, aby upustil od svého titulu honorárního konzula Republiky Abcházie, tedy státu, jehož nezávislost Velká Británie neuznává. Když ale žádal, aby odcitovali úmluvu nebo smlouvu, jež zakazuje britským občanům nazývat se, čím chtějí, byla tato britská kancelář nucena uznat, že žádné takové ujednání neexistuje, tedy ho pouze požádala, aby se tak přestal stylizovat.
Když Rusko 26. srpna 2008 uznalo nezávislost Abcházie a Jižní Osetie, byl osobně přítomen v Abcházii a byl svědkem oslav v hlavním městě Suchumi. Avšak v otázce všeobecného uznání nezávislosti Abcházie zůstává skeptický, a to i když je toho názoru, že by to bylo nejlepší nejen pro budoucnost této mladé republiky, ale také pro Gruzii samotnou. Byl by rád, kdyby příští zemí, která jejich nezávislost uzná, byla sama Gruzie, pak by totiž dle něj přikročily k uznání i ostatní země světa, byly by utvořeny normální mezistátní a sousedské vztahy mezi těmito oběma zeměmi, čímž by byl tento zmražený postsovětský konflikt vyřešen.
Ačkoliv napsal několik významných odborných prací na téma abcházštiny a rozumí skvěle její gramatice, hovořit tímto jazykem nedovede. Ale umí mluvit gruzínsky.

## Dílo
- Lingua Descriptive Studies 2: Abkhaz, 1979 (spolu s manželkou Zairou Chibovou)
- Svan-English Dictionary (Svansko-anglický slovník), 1985 (jako editor a autor předmluvy)
- Typology of Subordination in Georgian and Abkhaz, Mouton de Gruyter, 1987
- Indigenous Languages of the Caucasus 2: North West Caucasus, Caravan Books, 1989 (jako spoluautor)
- Caucasian Perspectives, Lincom Europa, 1992 (jako spoluautor)
- Subject, Voice and Ergativity: Selected Essays, SOAS, 1995 (jako spoluautor)
- Georgian: A Learner's Grammar, Routledge, 1995
- Georgian: A Structural Reference Grammar of Georgian, Benjamins/SOAS Handbook of Oriental Languages, 1995
- Central Asian Survey (volume 14.1, 1995; příspěvek na stranách 43-189 o Kavkazu)
- A Georgian Reader, SOAS, 1996
- Abkhaz Newspaper Reader (with supplements), Dunwoody Press, Maryland, 1998 (spolu s manželkou Zairou Chibovou)
- The Abkhazians: A Handbook, Curzon Press, 1998 (jako spoluautor)
- The Languages of the Caucasus: scope for study and survival (Inaugural Lecture), 1998
- Central Asian Survey (vol. 22.4, 2003; příspěvek o celodenní konferenci SOAS o Čečensku z listopadu 2002, kterou Hewitt spoluorganizoval)
- Introduction to the Study of the Languages of the Caucasus, Lincom Europa, 2004
- Abkhazian Folktales (with grammatical introduction, translation, notes and vocabulary), Lincom Europa, 2005
- Pages from Abkhazian Folklore, Suchumi, 2008 (spolu se Zurabem Džapvou)
- Abkhaz: A Comprehensive Self-tutor, Lincom Europa, 2010
- Discordant Neighbours. A Reassessment of the Georgian-Abkhazian and Georgian-South Ossetian Conflicts, Brill, 2013
- Různé články o kavkazských jazycích a politice do různých encyklopedií, Central Asian Survey, Bedi Kartlisa, Revue des Etudes Géorgiennes et Caucasiennes.